# Génolhac
Génolhac (okcitansko Ginolhac) je naselje in občina v južnem francoskem departmaju Gard regije Languedoc-Roussillon. Naselje je leta 2008 imelo 902 prebivalca.

## Geografija
Kraj leži v pokrajini Languedoc znotraj narodnega parka Seveni ob rečici Amalet, 36 km severozahodno od Alèsa.

## Uprava
Génolhac je sedež istoimenskega kantona, v katerega so poleg njegove vključene še občine Aujac, Bonnevaux, Chambon, Chamborigaud, Concoules, Malons-et-Elze, Ponteils-et-Brésis, Portes, Sénéchas in La Vernarède s 3.866 prebivalci.
Kanton Génolhac je sestavni del okrožja Alès.

## Zanimivosti
- cerkev sv. Petra z zvonikom iz 19. stoletja,
- stolp nekdanjega gradu iz 12. stoletja,
- granitne hiše iz 15. in 16. stoletja,
- dvorec Château des Oliviers iz 19. stoletja.